# Bricqueville-la-Blouette
 Bricqueville-la-Blouette  es una población y comuna francesa, en la región de Baja Normandía, departamento de Mancha, en el distrito y cantón de Coutances.

## Demografía
| 289 | 300 | 321 | 442 | 525 | 540 |
| Para los censos de 1962 a 1999 la población legal corresponde a la población sin duplicidades (Fuente: INSEE [Consultar]) |     |     |     |     |     |